# Auto Union 1000
El Auto Union 1000 es un automóvil del segmento D con tracción delantera fabricado por la Auto Union AG de Alemania entre 1958 y 1963. Fue el primero (y en muchos mercados el último) modelo de la marca Auto Union por el fabricante desde 1930: reemplazó al paradójicamente en gran medida al großen (grande) DKW 3=6, denominación oficial F94, aunque este último continuó en producción, de modo tranquilizador ahora calificado como el DKW 900 por otro año. Los dos coches fueron muy similares, pero el nuevo modelo tuvo su motor de dos tiempos ampliado a 981 cc produciendo un 10 % a 37 % (según modelo) aumento en potencia.
Además del motor de 3 cilindros de dos tiempos ampliado a 981 cm³, que ahora proporcionaba en el modelo base 44 bhp (33 kW) a 4500 rpm. 
Para invocar una asociación de clase más alta, el nombre DKW fue sustituido temporalmente por Auto Union en 1958, el 1000 presentaba el antiguo emblema de cuatro anillos Auto Union a través de la rejilla de aire junto con el nombre «Auto Union» por encima, en lugar de la Insignia «DKW» que había adornado el capó del modelo anterior. Esto solo se aplicó a los modelos de 1000 cc y con el final de esta gama de modelos en 1965, también desapareció para siempre el nombre Auto Union.

## Auto Union 1000/1000 S
Además de los sedanes de dos y cuatro puertas, había un coupé sin parante que compartía el perfil de las berlinas aparte de la ausencia de cualquier pilar B fijo. También se ofreció una versión rural de tres puertas, denominada «Universal» entre 1959 y 1962. Para la nueva década, el sedán pasó a llamarse Auto Union «1000S» y recibió, en agosto de 1959, un llamativo parabrisas panorámico. En 1961 la rejilla de la parrilla se rediseñó con varillas ornamentales verticales. Aunque ni el parabrisas, cambios ornamentales o de nombre ocultaron el hecho de que en ese momento los diseños de la competencia empleaban una carrocería pontón de tres volúmenes, la carrocería de Auto Union junto con la mayor parte de sus características técnicas descienden directamente del prototipo DKW F9 desarrollado en Zwickau en 1938. Afortunadamente el diseño del DKW de tracción delantera había sido innovador.
En 1963, el Auto Union 1000 dio paso en Europa a su sucesor, el DKW F102 de aspecto contemporáneo, y que sería el último modelo de DKW. DKW había sido comprado por Volkswagen de Daimler-Benz en 1965.  Volkswagen colocó de inmediato el F102 con un motor de 4 tiempos de 4 cilindros diseñado por Daimler-Benz y lo llamó el Audi, el DKW F102 de 2 tiempos se retiró de la producción en la primavera de 1966 y Audi se convirtió en la marca premium de Volkswagen.
El modelo más antiguo «F94»  continuó en producción en una forma ligeramente modificada en Brasil hasta 1967, sin embargo, se produjo sin modificaciones en Santa Fe, Argentina hasta finales de 1969.

## Variantes de carrocería
- Sedán de dos y cuatro puertas (AU 1000) (1957-1960)
- Cupé sin parantes de dos puertas (AU 1000) (1957-1960)
- Combi «Universal» de tres puertas (AU 1000) (1959-1962)
- Sedán de dos y cuatro puertas (AU 1000 S) (1959-1963)
- Cupé sin parantes de dos puertas (AU 1000 S) (1959-1963)

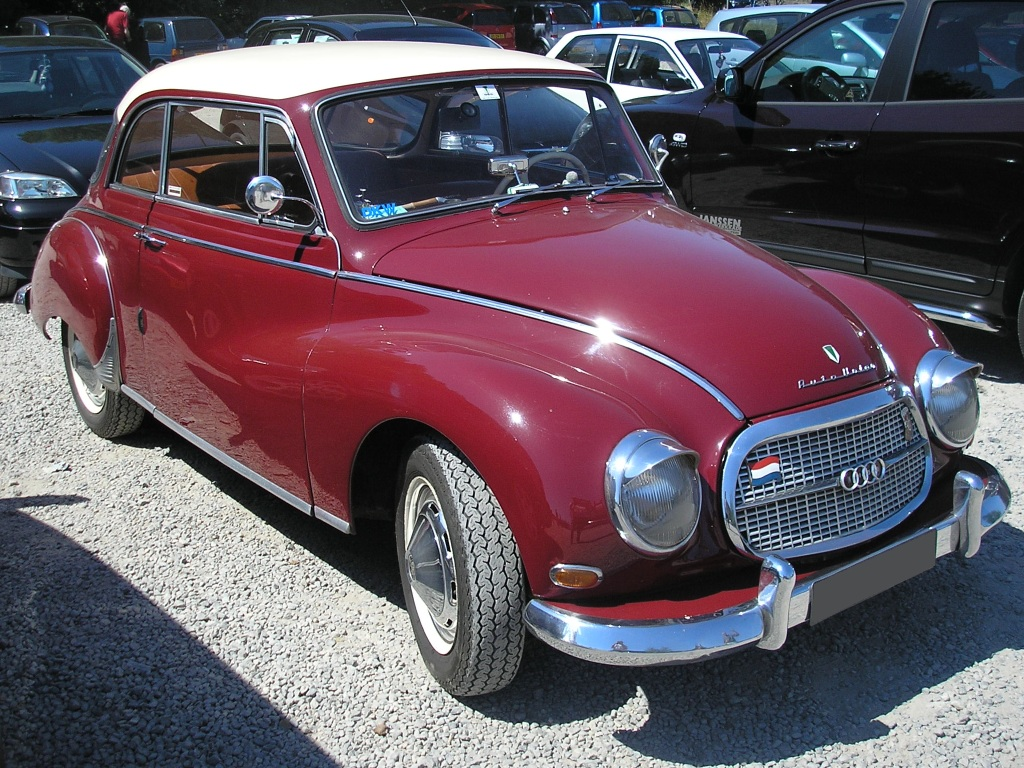
Auto Union 1000 (1957-1960)
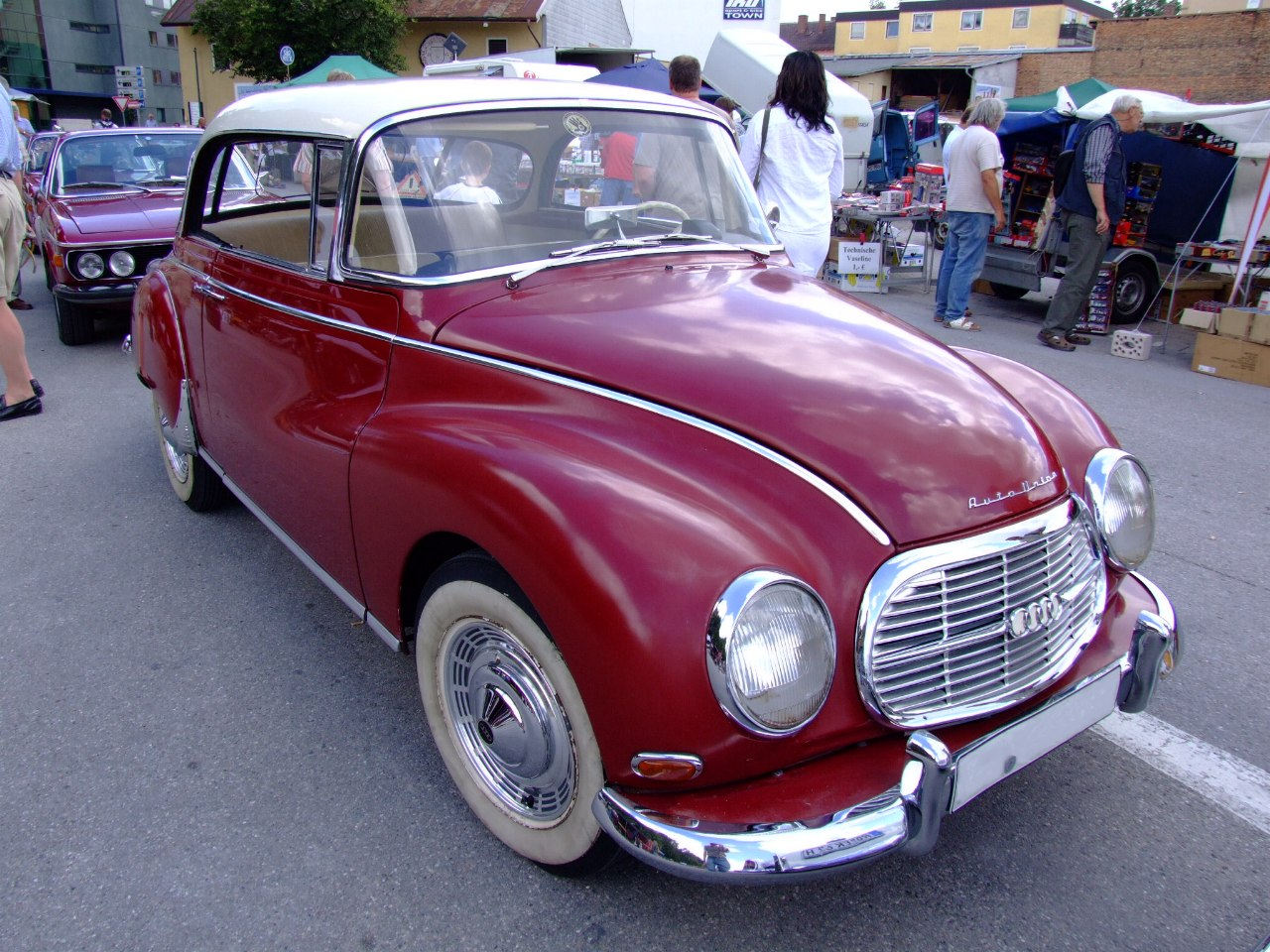
Auto Union 1000 S (1959-1963)
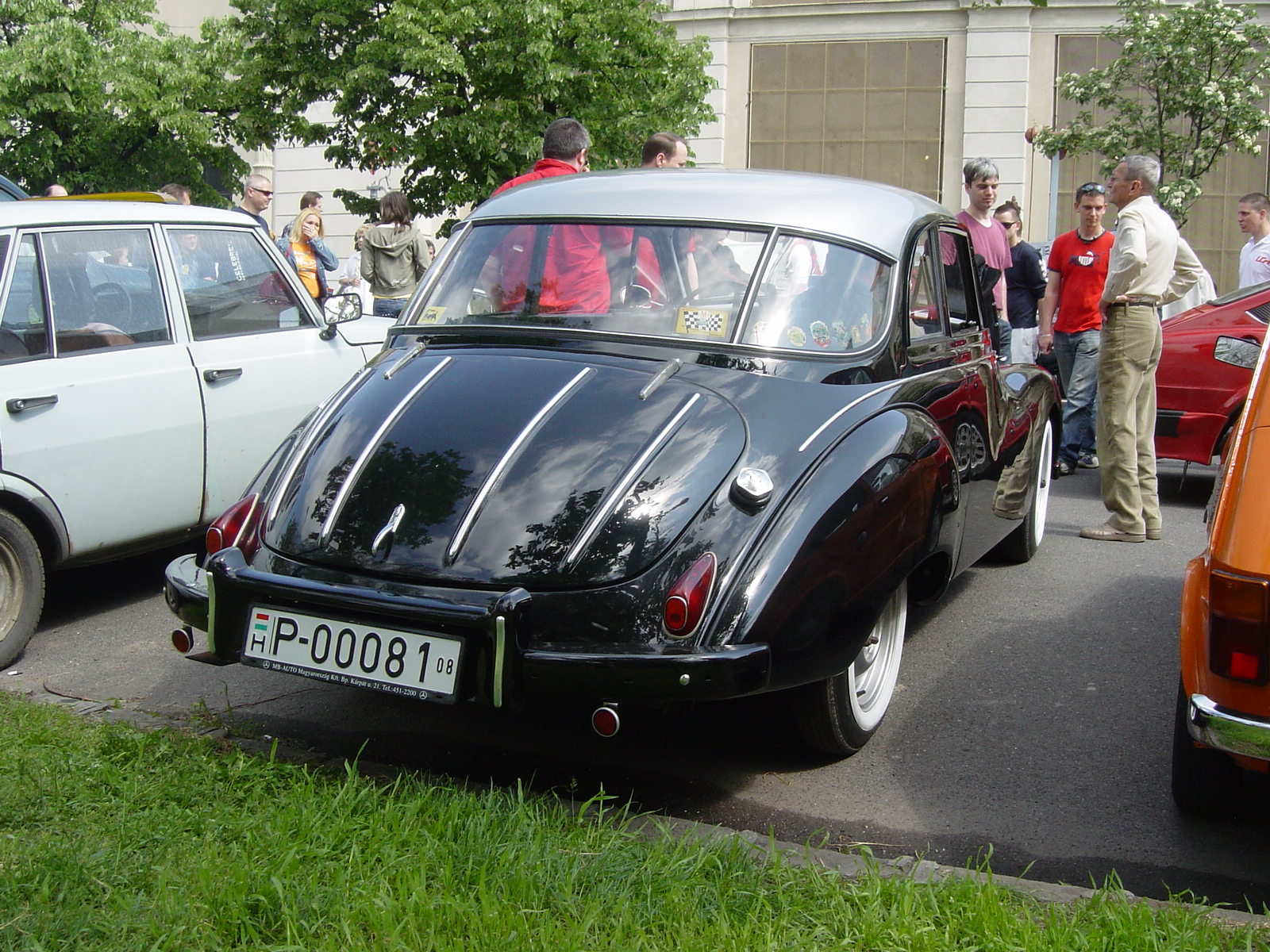
Auto Union 1000 (1957-1960)

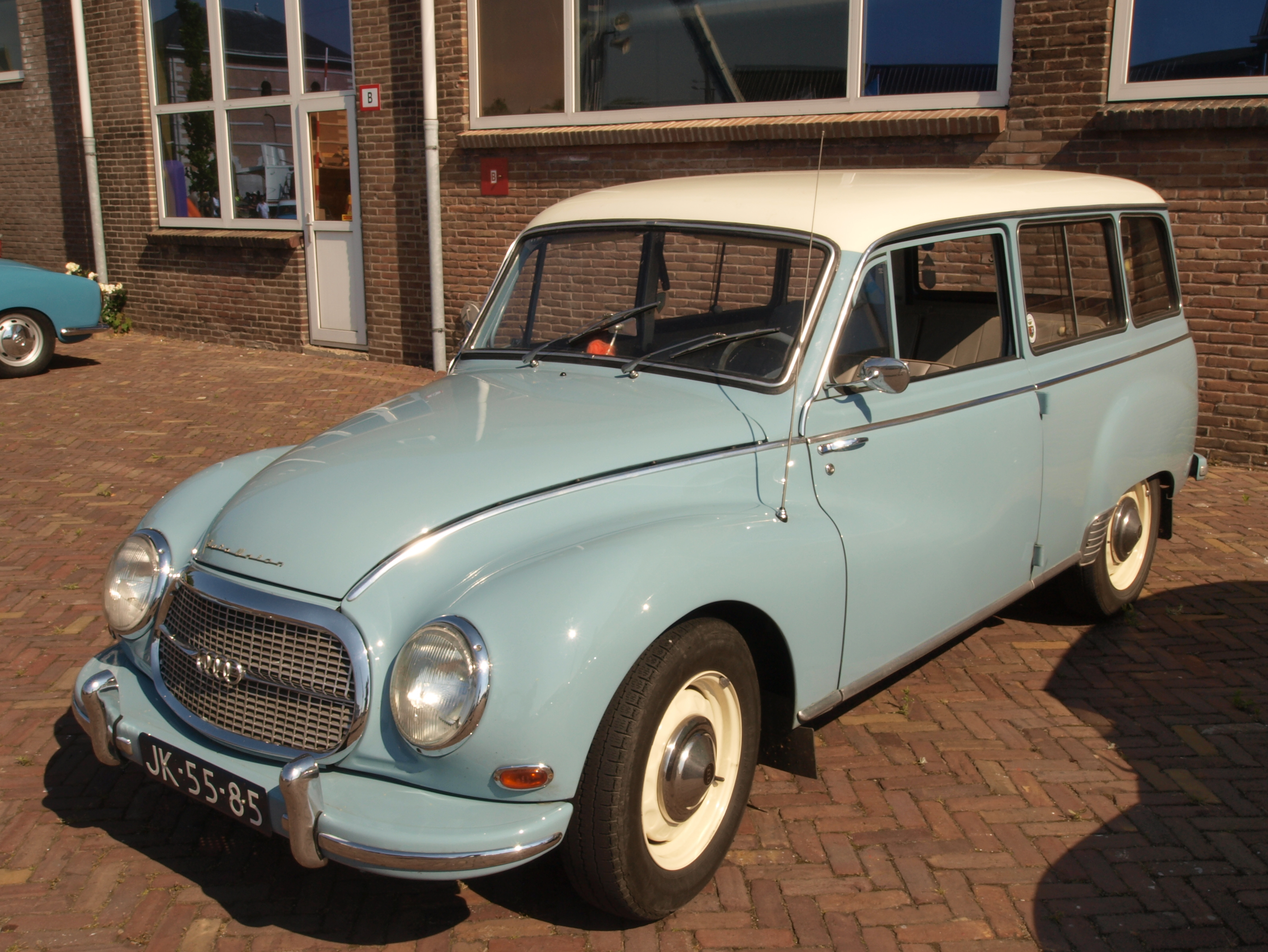
Auto Union 1000 Combi «Universal» (1959-1962)
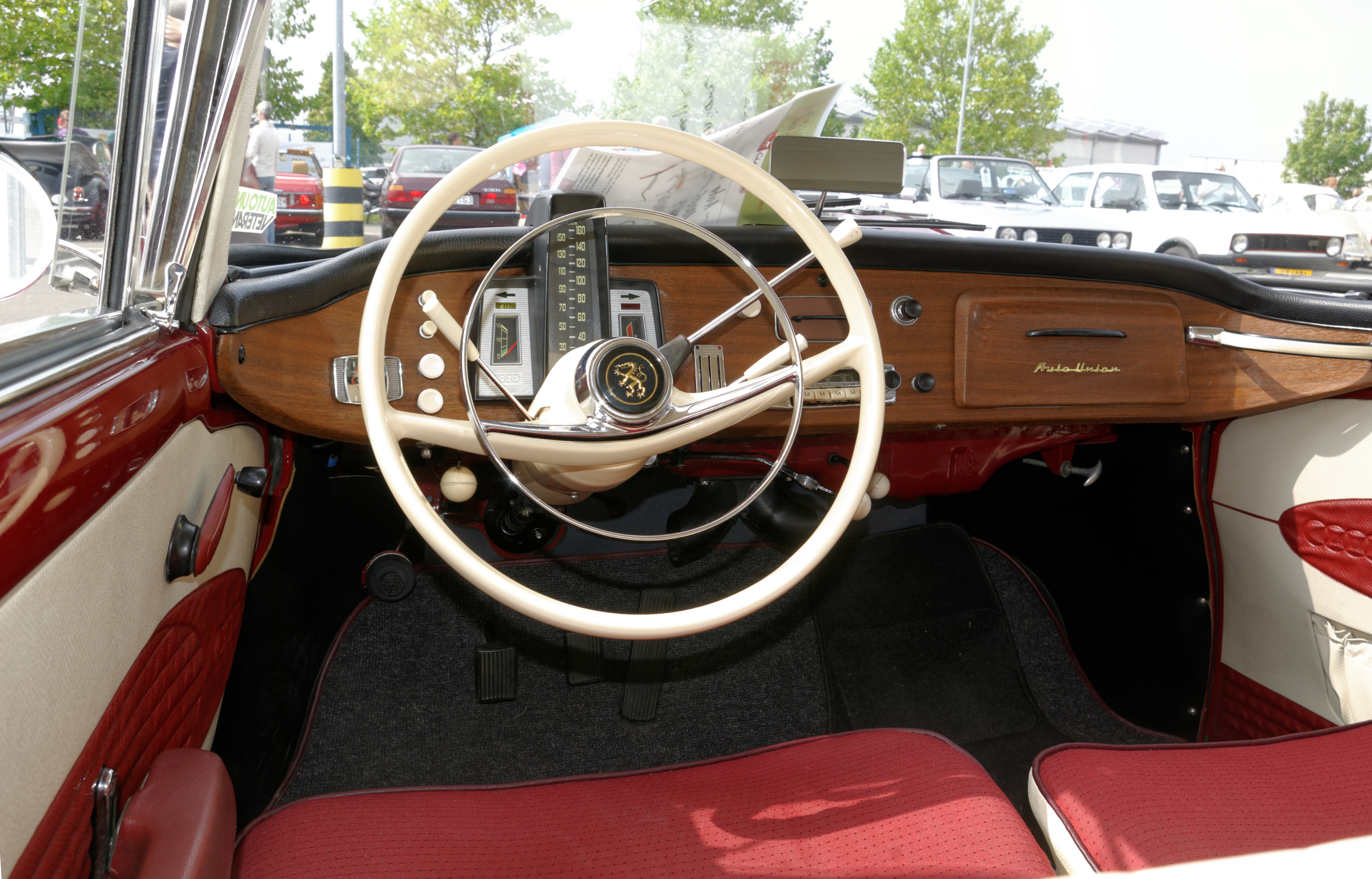
Cabina del Auto Union 1000 S
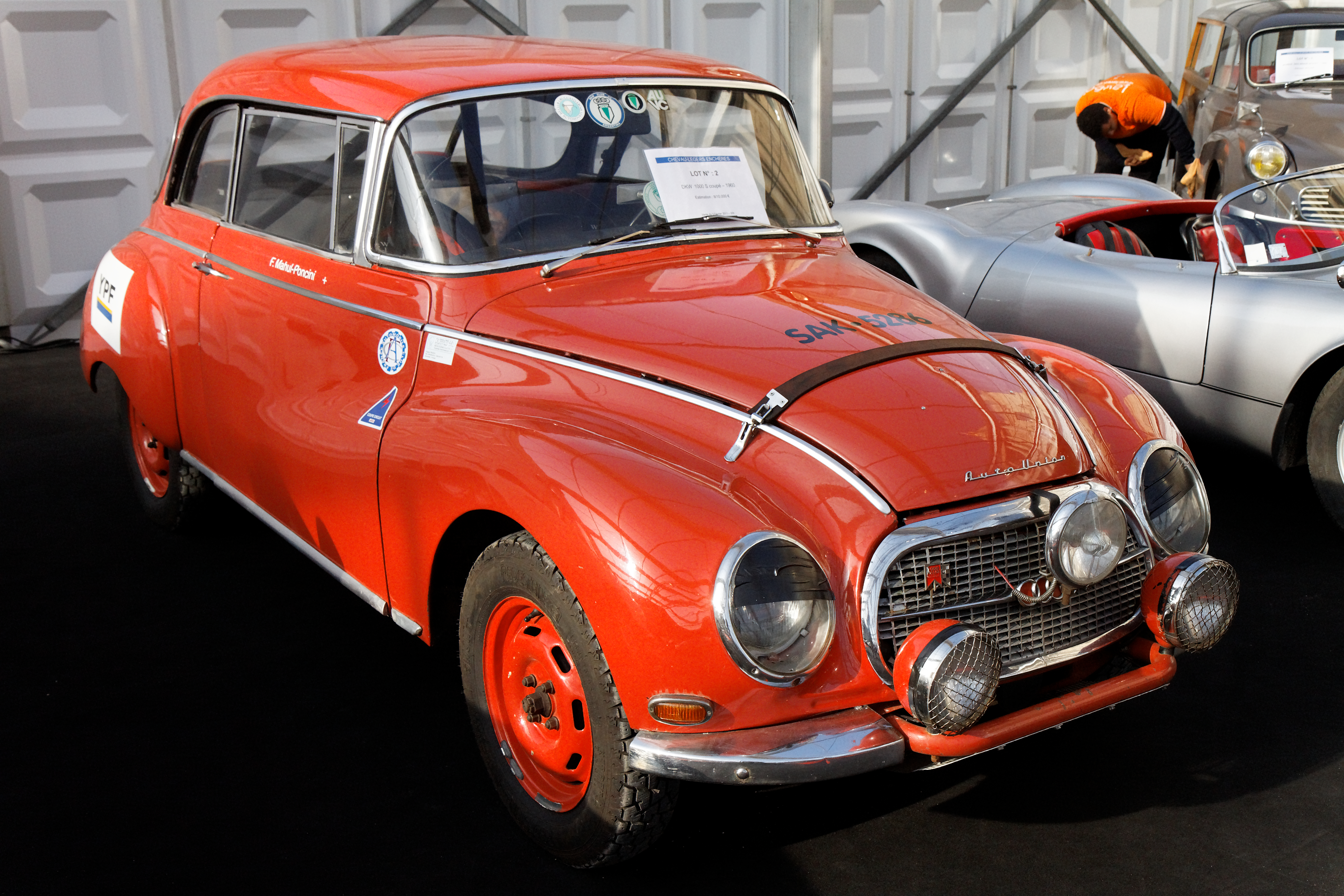
1960 DKW 1000 S coupé Rally

## Auto Union 1000 Sp
El deportivo Auto Union 1000 Sp (Especial) se presenta de forma casi definitiva en el Salón del Automóvil de Fráncfort de 1957 debutando en los concesionarios en 1958, el 1000 Sp, un cupé de dos asientos de baja altura fue producido para Auto Union por Carrozzeria Baur de Stuttgart y ensamblados en la fábrica DKW en Ingolstadt. A la versión de cupé se unió en 1961 con un roadster. 
El 1000 Sp fue encargado por William Werner, un alemán-estadounidense al servicio de Auto Union. El pedido al diseñador Josef Dienst fue claro: un automóvil deportivo con líneas resbaladizas tenía que parecer un torpedo, y adornado con aletas traseras, el aspecto moderno y elegante del coche dio lugar al sobrenombre de «bebé Thunderbird» (schmalspur Thunderbird) en la prensa.
Durante la vida útil de 1000 Sp solo se realizaron pequeños cambios y mejoras, el único cambio de diseño importante en todo el período de construcción fue 1961, las esquinas agudas de las aletas traseras se habían redondeado. En la mecánica ya en 1959, el Cupé se había beneficiado de una transmisión totalmente sincronizada. Lo más notable en 1961 fue la introducción de una bomba de aceite automática para mezclar el combustible para el motor de 2 tiempos y los frenos de disco delanteros en 1963.
El 1000 Sp no solo era bonito en el exterior, tenía un interior que combinaba. El interior estaba bien acabado con una variedad de acentos en cromo, un volante de plástico color marfil o negro, diales e interruptores elaborados, alfombras completas y asientos delanteros ajustables. También se incluyó un pequeño banco trasero, pero solo podían ser ocupados por niños muy pequeños. 
Un buen toque estético del roadster 1000 Sp fue que su techo de lona se pliega completamente dentro de la carrocería. De esta manera, las líneas estilizadas del diseño no se estropearon por un trozo de tela que se encontraba en la parte superior de la cubierta trasera. 
El final para el cupé y el roadster 1000 Sp llegó en abril de 1965. 5004 cupés y 1640 roadsters – lo que lo convierte en el clásico más valioso de ambos – fueron fabricados.

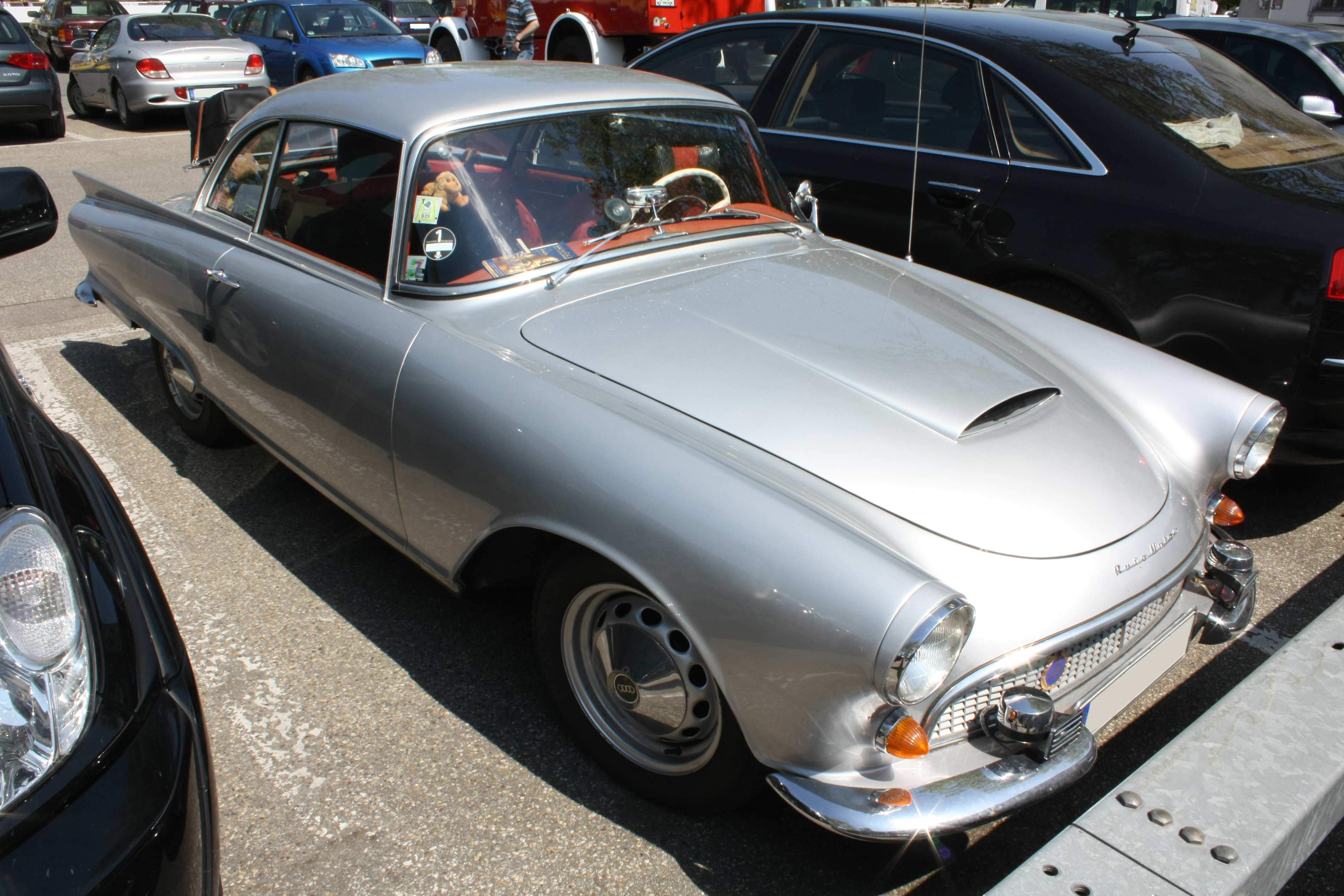
Auto Union 1000 Sp cupé
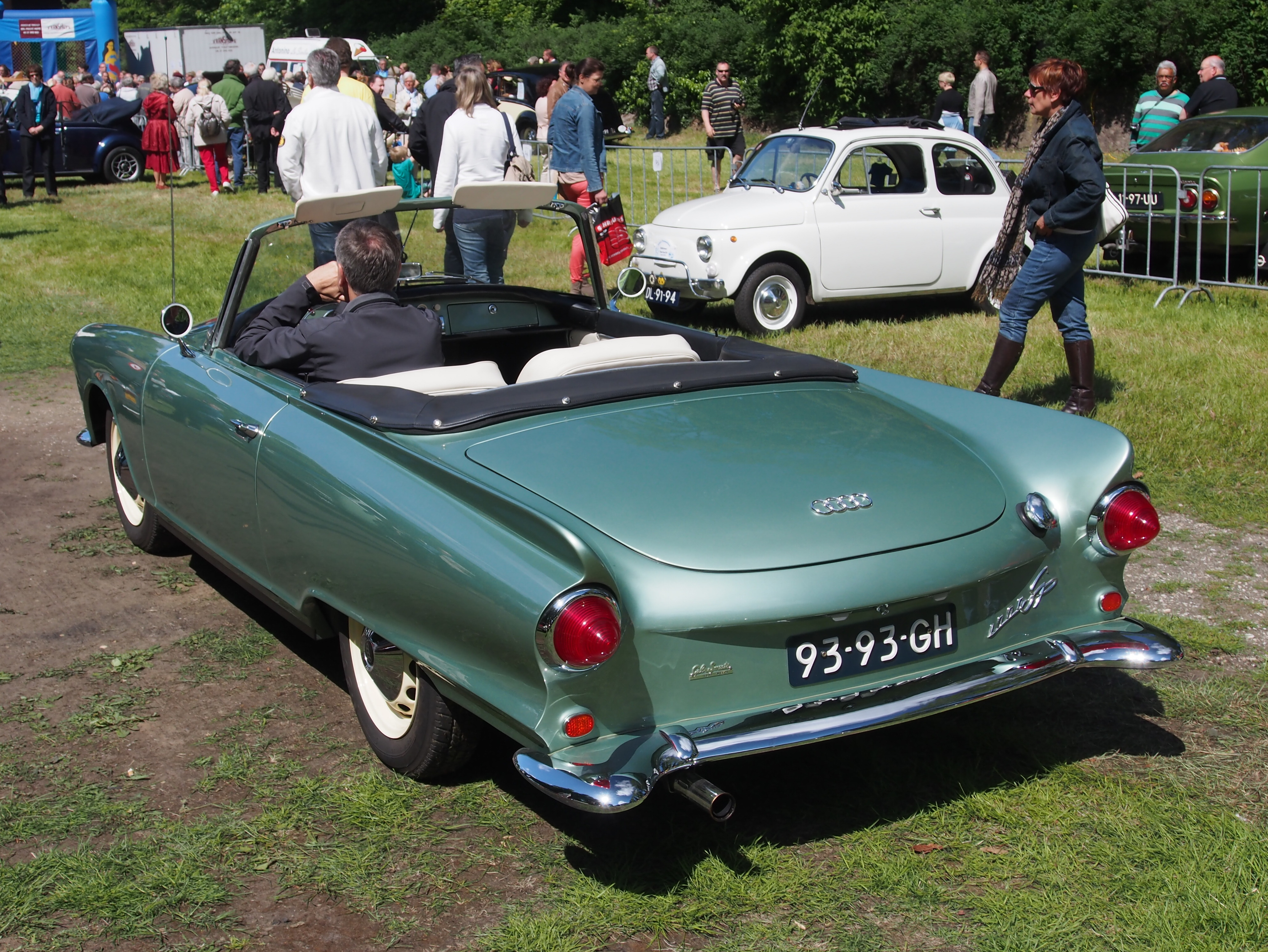
Auto Union 1000 Sp roadster
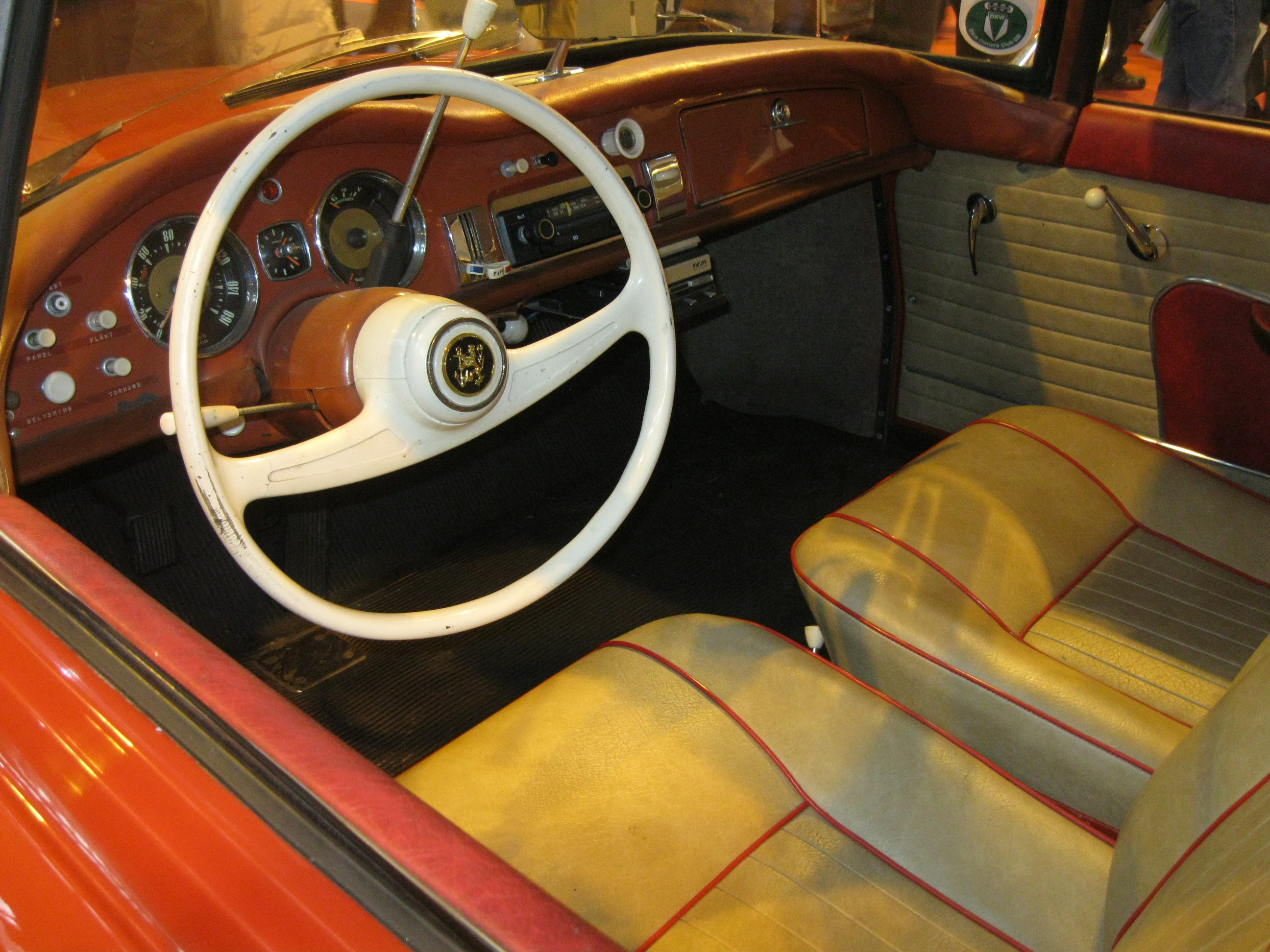
Auto Union 1000 Sp interior